# College Place
College Place az Amerikai Egyesült Államok északnyugati részén, Washington állam Walla Walla megyéjében elhelyezkedő város. A 2010. évi népszámlálási adatok alapján 8765 lakosa van.
College Place 1946. január 7-én kapott városi rangot. A második világháborúban a településtől nyugatra a légierő kiképzőbázist üzemeltetett.
College Place a Hetednapi Adventista Egyház által fenntartott Walla Walla Egyetem székhelye. Az adventista kötődés miatt a belvárosi üzletek többsége szombaton zárva tart.

## Éghajlat
A város éghajlata mediterrán (a Köppen-skála szerint Csa).
| Hónap                         | Jan.  | Feb.  | Már.  | Ápr. | Máj. | Jún. | Júl. | Aug. | Szep. | Okt.  | Nov.  | Dec.  | Év    |
| ----------------------------- | ----- | ----- | ----- | ---- | ---- | ---- | ---- | ---- | ----- | ----- | ----- | ----- | ----- |
| Rekord max. hőmérséklet (°C)  | 20,6  | 23,9  | 27,8  | 31,7 | 36,7 | 42,2 | 43,3 | 42,8 | 38,9  | 32,8  | 27,8  | 20,6  | 43,3  |
| Átlagos max. hőmérséklet (°C) | 5,6   | 8,9   | 13,9  | 18,3 | 22,2 | 26,7 | 32,2 | 31,7 | 26,7  | 18,9  | 10,0  | 4,4   | 18,3  |
| Átlagos min. hőmérséklet (°C) | −2,2  | −1,7  | 0,6   | 2,8  | 6,7  | 9,4  | 11,7 | 10,6 | 6,1   | 1,7   | 0,0   | −3,3  | 3,6   |
| Rekord min. hőmérséklet (°C)  | −30,0 | −29,4 | −18,0 | −9,4 | −2,8 | 0,0  | 1,1  | 0,0  | −7,8  | −13,3 | −25,0 | −32,8 | −32,8 |
| Átl. csapadékmennyiség (mm)   | 37    | 36    | 40    | 36   | 38   | 28   | 9    | 11   | 16    | 29    | 44    | 45    | 369   |
| Forrás: The Weather Channel   |       |       |       |      |      |      |      |      |       |       |       |       |       |

## Népesség
A 2010-es népszámláláskor a városnak 8765 lakója, 3523 háztartása és 2096 családja volt. A népsűrűség 1132,4 fő/km2. A lakóegységek száma 3764, sűrűségük 486,3 db/km2. A lakosok 85,7%-a fehér, 1,6%-a afroamerikai, 0,7%-a indián, 1,9%-a ázsiai, 0,3%-a a Csendes-óceáni szigetekről származik, 6,8%-a egyéb, 3,1%-a pedig kettő vagy több etnikumú. A spanyol vagy latino származásúak aránya 18,5% (   )
A háztartások 24,9%-ában élt 18 évnél fiatalabb. 44,4% házas, 11% egyedülálló nő, 4,1% egyedülálló férfi, 40,5% pedig nem család. 32% egyedül élt; 13,2%-uk 65 éves vagy idősebb. Egy háztartásban átlagosan 2,26 személy élt; a családok átlagmérete 2,85 fő.
A medián életkor 32,8 év volt. A város lakóinak 18,6%-a 18 évesnél fiatalabb, 20,5% 18 és 24 év közötti, 21,9%-uk 25 és 44 év közötti, 21%-uk 45 és 64 év közötti, 18%-uk pedig 65 éves vagy idősebb. A lakosok 48,1%-a férfi, 51,9%-a pedig nő.

## Nevezetes személy
- Charles E. Woodworth, őrnagy

## Fordítás
- Ez a szócikk részben vagy egészben  a   College Place, Washington című angol Wikipédia-szócikk ezen változatának fordításán alapul.  Az eredeti cikk szerkesztőit annak laptörténete sorolja fel. Ez a jelzés csupán a megfogalmazás eredetét és a szerzői jogokat jelzi, nem szolgál a cikkben szereplő információk forrásmegjelöléseként.